# Judo ai I Giochi olimpici giovanili estivi
Le gare di judo ai I Giochi olimpici giovanili estivi sono state disputate a Singapore dal 21 al 25 agosto 2010.

## Podi

### Maschili
| Specialità | Oro                   | Argento                  | Bronzo                         |
| 55 kg      | David Pulkrabek       | Mansurkhuja Muminkhujaev | Dmytro Atanov Pedro Rivadulla  |
| 66 kg      | Maxamillian Schneider | Hyon Song Chol           | Cai Phuc Davit Ghazaryan       |
| 81 kg      | Lee Jae-Hyung         | Chasan Chalmurzaev       | Árpád Szakács Krisztián Tóth   |
| 100 kg     | Ryosuke Igarashi      | Toma Nikiforov           | Marius Piepke Bolot Toktogonov |

### Femminili
| Specialità | Oro              | Argento        | Bronzo                          |
| 44 kg      | Bae Seul-Bi      | Barbara Batizi | Sothea Sam Vita Valnova         |
| 52 kg      | Katelyn Bouyssou | Anna Dmitrieva | Ri Un Ju Christine Huck         |
| 63 kg      | Miku Tashiro     | Flavia Gomes   | Barbara Matic Laura Naginskaite |
| 78 kg      | Lola Mansour     | Natalia Kubin  | Ksenija Darčuk Urska Potočnik   |

### Eventi a squadre
| Specialità | Oro | Argento | Bronzo |
| A squadre  | Essen Lesly Cano (PER) Pedro Rivadulla (ESP) Andrea Krisandova (SVK) Kairat Agibayev (KAZ) Daryl Lokuku Ngambomo (COD) Miku Tashiro (JPN) Alex Maxell Garcia Mendoza (CUB) | Belgrado Anna Dmitrieva (RUS) Jeremy Saywell (MLT) Jennet Geldybayeva (TKM) Babacar Cisse (SEN) Haley Baxter (NZL) Dulguun Otgonbayar (MGL) Lola Mansour (BEL) Marius Piepke (GER) | Il Cairo Neha Thakur (IND) Mansurkhuja Muminkhujaev (UZB) Christine Huck (AUT) Ioan Visan (ROU) Andrea Guillen (CRC) Eldin Omerovic (BIH) Barbara Matic (CRO) Pedro Pineda (VEN) Tokyo Seul Bi Bae (KOR) Fabio Basile (ITA) Gaelle Nemorin (MRI) Patrik Ferreira Martins (AND) Rotem Shor (ISR) Kevin Fernandez (HON) Ksenija Darčuk (UKR) Batuhan Efemgil (TUR) |